# Billdal
Billdal is een plaats in de Zweedse gemeente Kungsbacka en de gemeente Göteborg in de provincie Hallands län, Västra Götalands län en het landschap Västergötland en Halland. De plaats heeft 9609 inwoners (2005). De plaats is ook een onderdeel van het stadsdeel Askim om de stad Göteborg.

## Verkeer en vervoer
Bij de plaats loopt de Länsväg 158.